# Hans Aichele
Hans Aichele, född 2 november 1911 i Baden, död 1948, var en schweizisk bobåkare.
Aichele blev olympisk silvermedaljör i fyrmansbob vid vinterspelen 1936 i Garmisch-Partenkirchen.